# Guarujá
Guarujá je grad u Brazilu. Nalazi se u saveznoj državi Sao Paulo. Prema procjeni iz 2007. u gradu je živjelo 296.150 stanovnika.

## Stanovništvo
Prema procjeni iz 2007. u gradu je živjelo 296.150 stanovnika.
| 1991.   | 2000.   |
| ------- | ------- |
| 210.207 | 264.812 |

## Vanjske poveznice
- Službena stranica  Arhivirana inačica izvorne stranice od 17. travnja 2021. (Wayback Machine)